# Ancara pallidiplaga
Ancara pallidiplaga är en fjärilsart som beskrevs av W. Warren 1913. Ancara pallidiplaga ingår i släktet Ancara och familjen nattflyn. Inga underarter finns listade i Catalogue of Life.